# Lucas Larade
Lucas Alexis Larade (Villeneuve-Saint-Georges, 26 giugno 1999) è un calciatore francese, difensore dell'Entente SSG e della nazionale martinicana.

## Carriera

### Club
Larade è cresciuto nelle giovanili dell'Ivry, per poi entrare a far parte di quelle del Créteil-Lusitanos. Ha debuttato con la squadra riserve di quest'ultimo club, nello Championnat National 3, in data 19 maggio 2018: ha sostituito Benjamin Le Roux nella partita casalinga persa per 1-2 contro il Sénart-Moissy.
Il 16 novembre 2019 ha esordito invece in prima squadra, in Coppa di Francia: è stato titolare nel successo per 0-2 maturato sul campo del Sarre-Union. Il 15 maggio 2021 ha disputato la prima partita nello Championnat National, quando è subentrato ad Alexandre Pardal nella partita persa per 3-0 contro il Bastia-Borgo.
In vista della stagione 2021-2022, Larade è stato in forza al Monaco 2, squadra riserve del club omonimo. Il 21 agosto ha esordito con la nuova casacca, nel pareggio per 1-1 in casa del Louhans-Cuiseaux. Il 4 dicembre 2021 ha realizzato il primo gol, in occasione dell'1-1 arrivato contro lo Jura Sud.
A giugno 2022, Larade si è aggregato ai belgi del Cercle Bruges, per sostenere un periodo di prova. Il 19 luglio successivo ha firmato un contratto annuale con questo club, con opzione per un'ulteriore stagione. Non ha disputato alcun incontro ufficiale con questa maglia.
Il 5 marzo 2023, Larade è stato ingaggiato dai norvegesi del Jerv: si è legato al nuovo club con un accordo valido fino al 31 dicembre 2025. Il 10 aprile ha esordito in 1. divisjon, schierato titolare nella sconfitta interna col punteggio di 1-3 subita contro il Ranheim. Il 3 maggio ha trovato la prima rete, nella sconfitta per 2-3 contro il Mjøndalen.

### Nazionale
In data 22 agosto 2023, Larade è stato incluso tra i convocati di Marc Collat – commissario tecnico della Martinica – in vista delle partite contro Panama e Curaçao, da disputarsi rispettivamente il 7 ed il 10 settembre successivi e valide per la CONCACAF Nations League. Ha effettuato il proprio debutto in data 7 settembre, nella sconfitta per 3-0 subita contro la selezione panamense.

## Statistiche

### Presenze e reti nei club
Statistiche aggiornate all'11 settembre 2023.
| Stagione                   | Club                       | Campionato                 | Campionato | Campionato | Coppe nazionali | Coppe nazionali | Coppe nazionali | Coppe continentali | Coppe continentali | Coppe continentali | Supercoppe | Supercoppe | Supercoppe | Totale | Totale |
| Stagione                   | Club                       | Comp                       | Pres       | Reti       | Comp            | Pres            | Reti            | Comp               | Pres               | Reti               | Comp       | Pres       | Reti       | Pres   | Reti   |
| -------------------------- | -------------------------- | -------------------------- | ---------- | ---------- | --------------- | --------------- | --------------- | ------------------ | ------------------ | ------------------ | ---------- | ---------- | ---------- | ------ | ------ |
| 2017-2018                  | Créteil-Lusitanos 2        | N3                         | 1          | 0          | -               | -               | -               | -                  | -                  | -                  | -          | -          | -          | 1      | 0      |
| 2018-2019                  | Créteil-Lusitanos 2        | N3                         | 16         | 0          | -               | -               | -               | -                  | -                  | -                  | -          | -          | -          | 16     | 0      |
| 2019-2020                  | Créteil-Lusitanos 2        | N3                         | 14         | 0          | -               | -               | -               | -                  | -                  | -                  | -          | -          | -          | 14     | 0      |
| 2020-2021                  | Créteil-Lusitanos 2        | N3                         | 6          | 0          | -               | -               | -               | -                  | -                  | -                  | -          | -          | -          | 6      | 0      |
| Totale Créteil-Lusitanos 2 | Totale Créteil-Lusitanos 2 | Totale Créteil-Lusitanos 2 | 37         | 0          |                 | -               | -               |                    | -                  | -                  |            | -          | -          | 37     | 0      |
| 2019-2020                  | Créteil-Lusitanos          | N                          | 0          | 0          | CF              | 1               | 0               | -                  | -                  | -                  | -          | -          | -          | 1      | 0      |
| 2020-2021                  | Créteil-Lusitanos          | N                          | 1          | 0          | CF              | 1               | 0               | -                  | -                  | -                  | -          | -          | -          | 2      | 0      |
| Totale Créteil-Lusitanos   | Totale Créteil-Lusitanos   | Totale Créteil-Lusitanos   | 1          | 0          |                 | 2               | 0               |                    | -                  | -                  |            | -          | -          | 3      | 0      |
| 2021-2022                  | Monaco 2                   | N2                         | 25         | 1          | -               | -               | -               | -                  | -                  | -                  | -          | -          | -          | 25     | 1      |
| 2022-mar. 2023             | Cercle Bruges              | PL                         | 0          | 0          | CB              | 0               | 0               | -                  | -                  | -                  | -          | -          | -          | 0      | 0      |
| 2023                       | Jerv                       | 1D                         | 17         | 2          | CN              | 1               | 0               | -                  | -                  | -                  | -          | -          | -          | 18     | 2      |
| Totale                     | Totale                     | Totale                     | 51         | 8          |                 | 5               | 1               |                    | 6                  | 0                  |            | -          | -          | 62     | 9      |